# Son Jun-ho
Son Jun-ho (Yeongdeok-gun, Gyeongsang del Norte, 12 de mayo de 1992) es un futbolista surcoreano que juega como centrocampista en el Chungnam Asan F. C. de la K League 2.

## Trayectoria
Son Jun-ho jugaría para la Universidad Yeungnam, antes de unirse al club de primer nivel Pohang Steelers al comienzo de la temporada K League Classic 2014. Haría su debut profesional el 26 de marzo de 2014 en un partido de liga contra Jeonbuk Hyundai Motors que terminó con una victoria por 3-1. Tres días después marcaría su primer gol en un partido de liga el 29 de marzo de 2014 contra el Sangju Sangmu FC en una victoria por 4-2.
Al comienzo de la campaña K League 1 2018, Son se unió a Jeonbuk Hyundai Motors con un contrato de cuatro años. Debutó en un partido de la Liga de Campeones de la AFC el 13 de febrero de 2018 ante el Kashiwa Reysol en un partido que terminó con una victoria por 3-2. Su debut liguero llegaría el 1 de marzo de 2018 ante el Ulsan Hyundai Football Club en un partido que acabó con victoria por 2-0. A esto le siguió su primer gol con el club el 8 de abril de 2018 en un partido de liga contra su antiguo club Pohang Steelers, en un partido que terminó con una victoria por 2-0. Después del partido empezaría a consolidarse como un habitual dentro del equipo y formó parte de la plantilla que pasó a ganar el título de liga al final de la temporada. A esto le seguiría otro título de liga al final de la campaña de la K League 1 2019. En la campaña K League 1 2020, el club lograría un doble al ganar la liga y la Copa FA de Corea 2020, mientras que Son ganaría personalmente el premio al Jugador Más Valioso.
El 13 de enero de 2021 se unió al club chino Shandong Taishan para el inicio de la campaña de la Superliga de China 2021.

## Selección nacional
Haría su primera aparición en la categoría absoluta con Corea del Sur en un partido amistoso el 27 de enero de 2018 contra Moldavia, donde entró como suplente de Kim Sung-Joon en la victoria por 1-0.

### Participaciones en Copas del Mundo
| Mundial                        | Sede  | Resultado        | Partidos | Goles |
| ------------------------------ | ----- | ---------------- | -------- | ----- |
| Copa Mundial de Fútbol de 2022 | Catar | Octavos de final | 3        | 0     |

## Estadísticas de carrera
Al 2 de noviembre de 2021.
| Rendimiento del club                 | Rendimiento del club | Rendimiento del club | Liga     | Liga  | Copa     | Copa  | Continental | Continental | Total    | Total |
| Club                                 | Temporada            | Liga                 | Partidos | Goles | Partidos | Goles | Partidos    | Goles       | Partidos | Goles |
| ------------------------------------ | -------------------- | -------------------- | -------- | ----- | -------- | ----- | ----------- | ----------- | -------- | ----- |
| Football Club Pohang Steelers        | 2014                 | K League 1           | 25       | 1     | 2        | 0     | 7           | 1           | 34       | 2     |
| Football Club Pohang Steelers        | 2015                 | K League 1           | 35       | 9     | 3        | 0     | —           | —           | 38       | 9     |
| Football Club Pohang Steelers        | 2016                 | K League 1           | 4        | 0     | 0        | 0     | 3           | 1           | 7        | 1     |
| Football Club Pohang Steelers        | 2017                 | K League 1           | 35       | 4     | 1        | 0     | —           | —           | 36       | 4     |
| Football Club Pohang Steelers        | Total                | Total                | 99       | 14    | 6        | 0     | 10          | 2           | 115      | 16    |
| Jeonbuk Hyundai Motors Football Club | 2018                 | K League 1           | 30       | 4     | 2        | 1     | 7           | 1           | 39       | 6     |
| Jeonbuk Hyundai Motors Football Club | 2019                 | K League 1           | 31       | 5     | 1        | 0     | 7           | 0           | 39       | 5     |
| Jeonbuk Hyundai Motors Football Club | 2020                 | K League 1           | 25       | 2     | 3        | 1     | 1           | 0           | 29       | 3     |
| Jeonbuk Hyundai Motors Football Club | Total                | Total                | 86       | 11    | 6        | 2     | 15          | 1           | 107      | 14    |
| Shandong Taishan                     | 2021                 | Superliga de China   | 14       | 2     | 3        | 0     | 0           | 0           | 17       | 2     |
| Career total                         | Career total         | Career total         | 199      | 27    | 15       | 2     | 25          | 3           | 239      | 32    |

## Palmarés

### Títulos nacionales
| Título             | Club                         | País          | Año  |
| ------------------ | ---------------------------- | ------------- | ---- |
| K League 1         | Jeonbuk Hyundai Motors F. C. | Corea del Sur | 2018 |
| K League 1         | Jeonbuk Hyundai Motors F. C. | Corea del Sur | 2019 |
| K League 1         | Jeonbuk Hyundai Motors F. C. | Corea del Sur | 2020 |
| Copa de Corea      | Jeonbuk Hyundai Motors F. C. | Corea del Sur | 2020 |
| Superliga de China | Shandong Taishan             | China         | 2021 |
| Copa de China      | Shandong Taishan             | China         | 2021 |
| Copa de China      | Shandong Taishan             | China         | 2022 |

### Títulos internacionales
| Título                                | Equipo               | Sede          | Año  |
| ------------------------------------- | -------------------- | ------------- | ---- |
| Medalla de oro Juegos Asiáticos       | Corea del Sur sub-23 | Incheon       | 2014 |
| Campeonato de Fútbol del Este de Asia | Corea del Sur        | Corea del Sur | 2019 |